# بوب يونغ (صحفي)
بوب يونغ (بالإنجليزية: Bob Young)‏ هو صحفي أمريكي، ولد في 7 نوفمبر 1923 في كوفينغتون في الولايات المتحدة، وتوفي في 19 يناير 2011 في ريدجوود في الولايات المتحدة.